# Sanktuarium Matki Bożej Saletyńskiej w Rzeszowie
Sanktuarium Matki Bożej Saletyńskiej (kościół Matki Bożej Saletyńskiej) jest zlokalizowane w centrum miasta przy ulicy Dąbrowskiego.

## Historia
Fundatorem pierwszego budynku (dziś "starej plebanii"), który pierwotnie pełnił funkcje sierocińca z zakładem wychowawczym dla chłopców z ubogich i rozbitych rodzin, był ks. Julian Łukaszkiewicz. W roku 1934 do Rzeszowa przybyła grupa misjonarzy saletynów w celu pracy nad tą młodzieżą. Działalność ośrodka przerwała jednak wojna. W 1949 roku biskup przemyski w adaptowanym na potrzeby wiernych budynku z rozbudowaną kaplicą erygował parafię, która w wyniku budowy nowoczesnego osiedla mieszkaniowego, rozpoczętego jeszcze przed wojną, znalazła się w jego centrum. Podjęto też od razu u władz, począwszy od lat 50. XX wieku, starania o budowę nowego kościoła, niestety, zakończone kolejnymi odmowami. W 1976 roku na dawnym boisku sportowym sierocińca zorganizowano plac do  odprawiania nabożeństw w okresie letnim i wybudowano, nieco na wschód od dzisiejszego kościoła, małą, drewnianą kapliczkę w formie niewielkiego, otwartego ołtarza polowego. Umieszczono w niej figurę MB przywiezioną z Dębowca. To działanie nie spodobało się władzom. Wynikł z tego incydent: kapliczkę usiłowano podpalić, ale spodziewający się prowokacji wierni ją uratowali. Oficjalną zgodę władz na budowę kościoła uzyskano dopiero w 1979 roku, z okazji pierwszej pielgrzymki papieża Polaka do Ojczyzny i wkrótce ruszyły pierwsze prace budowlane, które trwały, szczególnie intensywnie w latach 1982-83, zasadniczo do roku 1989. 10 lat później dokonano uroczystej konsekracji kościoła, której przewodniczył bp rzeszowski Kazimierz Górny. W kościele czczona jest ta sama figura Matki Bożej Saletyńskiej, Patronki Ludzi Pracy, która znajdowała się w kaplicy i którą bp Górny koronował w 2000 roku.